# Episodi di Que Talento! (terza stagione)
La terza stagione del telefilm Que Talento! è andata in onda in Brasile dal 15 febbraio 2016 al 15 aprile 2016 sul canale Disney Channel.
In Italia la serie è andata in onda dal 16 luglio 2017 al 16 luglio 2017 su Rai Gulp.
| nº | n° tot | Titolo originale      | Titolo italiano | Titolo TV USA    | Prima TV Italia |
| -- | ------ | --------------------- | --------------- | ---------------- | --------------- |
| 1  | 27     | Os Três Estágios      | Episodio 26     | 15 febbraio 2016 | 16 luglio 2017  |
| 2  | 28     | O Quadro da Fama      | Episodio 27     | 16 febbraio 2016 | 17 luglio 2017  |
| 3  | 29     | A Coceira do Sucesso  | Episodio 28     | 17 febbraio 2016 | 17 luglio 2017  |
| 4  | 30     | Dia do Fã             | Episodio 29     | 18 febbraio 2016 | 18 luglio 2017  |
| 5  | 31     | O Príncipe            | Episodio 30     | 22 febbraio 2016 | 18 luglio 2017  |
| 6  | 32     | Frankwood             | Episodio 31     | 23 febbraio 2016 | 19 luglio 2017  |
| 7  | 33     | O Fim?                | Episodio 32     | 24 febbraio 2016 | 19 luglio 2017  |
| 8  | 34     | O College 11 Forever  | Episodio 33     | 25 febbraio 2016 | 20 luglio 2017  |
| 9  | 35     | Uma Noite Muito Louca | Episodio 34     | 29 febbraio 2016 | 20 luglio 2017  |
| 10 | 36     | Love Is in The Air    | Episodio 35     | 1º marzo 2016    | 21 luglio 2017  |
| 11 | 37     | A Solução Nerd        | Episodio 36     | 2 marzo 2016     | 21 luglio 2017  |
| 12 | 38     | A Malvada             | Episodio 37     | 3 marzo 2016     | 22 luglio 2017  |
| 13 | 39     | O Grande Golpe        | Episodio 38     | 4 marzo 2016     | 22 luglio 2017  |
| 14 | 40     | O Dia Seguinte        | Episodio 39     | 28 marzo 2016    | 23 luglio 2017  |
| 15 | 41     | Casal Magia           | Episodio 40     | 29 marzo 2016    | 23 luglio 2017  |
| 16 | 42     | Otelo                 | Episodio 41     | 30 marzo 2016    | 24 luglio 2017  |
| 17 | 43     | O Beijo Amargo        | Episodio 42     | 31 marzo 2016    | 24 luglio 2017  |
| 18 | 44     | A Tempestade          | Episodio 43     | 4 aprile 2016    | 25 luglio 2017  |
| 19 | 45     | Segredos e Mentiras   | Episodio 44     | 5 aprile 2015    | 25 luglio 2017  |
| 20 | 46     | Quiz do Amor          | Episodio 45     | 6 aprile 2015    | 26 luglio 2017  |
| 21 | 47     | Boys and Girls        | Episodio 46     | 7 aprile 2016    | 26 luglio 2017  |
| 22 | 48     | Mensagem pra Você     | Episodio 47     | 11 aprile 2016   | 27 luglio 2017  |
| 23 | 49     | O Plano de Lucas      | Episodio 48     | 12 aprile 2016   | 27 luglio 2017  |
| 24 | 50     | Caipi'roll            | Episodio 49     | 13 aprile 2016   | 28 luglio 2017  |
| 25 | 51     | O Recorde             | Episodio 50     | 14 aprile 2016   | 28 luglio 2017  |
| 26 | 52     | Meme Award            | Episodio 51     | 15 aprile 2016   | 29 luglio 2017  |